# Семковка
Семковка (укр. Семківка), село, 
Костевский сельский совет,
Валковский район,
Харьковская область.
Код КОАТУУ — 6321283504. Население по переписи 2001 г. составляет 14 (7/7 м/ж) человек.

## Географическое положение
Село Семковка находится в 2-х км от реки Карамушина, в 7-х км от г. Валки, на расстоянии в 5 км расположены сёла Коверовка,в 5 км Бараново, Костов и Колодковка.

## История
- 1820 - дата основания.